# Nowokizganowo
Nowokizganowo (ros. Новокизганово) – wieś (dieriewnia) w Rosji, w Baszkortostanie, w rejonie burajewskim. W 2010 liczyła 491 mieszkańców.